# Piet George Klootwijk
Piet George Klootwijk (Vlaardingen, 20 mei 1944) is een Nederlands organist.

## Studie
Piet George kreeg zijn eerste orgellessen van Jaap Boer in zijn geboorteplaats Vlaardingen. Hierna volgde hij orgellessen bij Ger van Eersel en bij Koos Bons waarbij hij voornamelijk een studie Kerkelijk Orgelspel en improvisatie kreeg. Tot slot volgde hij nog enkele cursussen koordirectie bij de Kurt Thomas Stichting.

## Loopbaan
Klootwijk werd in 1959 aangesteld als plaatsvervangend organist voor rouw- en trouwdiensten. Hij speelde in diezelfde tijd de zondagse kerkdiensten in Rotterdam, Rijsoord, Hoogvliet en Vlaardingen. In 1965 werd hij benoemd tot vaste organist van de gereformeerde Emmauskerk in Vlaardingen. In 1968 volgde aldaar zijn benoeming tot de Pniëlkerk en in 1970 in het Kerkcentrum Holy. In de laatste kerk was hij tevens cantor van de Holy-Cantorij en begeleidde koor "Progeza". Voor zijn 25-jarige jubileum in 2002 ontving hij een koninklijke onderscheiding. Hij is sinds 2006 organist van de Immanuëlkerk in Maassluis waar hij het Seifert-orgel bespeelt.